# Kartebolle
Kartebolle (Dipsacus) er en slægt med 10 enårige, toårige eller flerårige urter, som er udbredt fra Nordafrika og Mellemøsten via Kaukasus til Centralasien og Kina, Korea, Japan og Myanmar. I Europa forekommer et par af arterne oprindeligt i Middelhavsområdet og i Syd- og Sydøsteuropa. Arterne har tornede stængler og blade. Bladene er lancetformede med små torne langs undersidens midterribbe. Den endestillede blomsterstand er ægformet med en krans af tornede højblade ved basis. Blomstringen indledes i et bælte omtrent midt på standen, og derefter breder blomstringen sig nedad og opad i to adskilte bælter. Frøene er ret små og modner langsomt på de blivende stande. Her beskrives kun de arter, som er vildtvoksende, naturaliserede eller dyrkede i Danmark.
| Beskrevne arter |

- Fliget kartebolle (Dipsacus laciniatus)
- Gærdekartebolle (Dipsacus fullonum)
- Håret kartebolle (Dipsacus pilosus)
- Pindsvinekartebolle (Dipsacus strigosus)
- Ægte kartebolle (Dipsacus sativus)

| Andre arter |

- Dipsacus asper
- Dipsacus  asperoides
- Dipsacus  chinensis
- Dipsacus  inermis
- Dipsacus  japonicus